# Kristian August ze Seilernu
Kristián August hrabě ze Seilernu (německy Christian August Graf von Seilern-Aspang, 22. dubna 1717 – 15. listopadu 1801, Vídeň) byl rakouský šlechtic, diplomat a státník z německého rodu Seilernů z Aspangu usazeného mimo jiné na Moravě. Za svou dlouhou kariéru vykonával vysoké funkce v diplomacii, státní správě a justici. Majetek zděděný po otci výrazně rozšířil nákupy na Moravě, kde je také pohřben.

## Kariéra
Pocházel z početné rodiny dvorského vicekancléře Jana Bedřicha hraběte ze Seilern-Aspangu (1676–1751) a jeho manželky Anny Marie z Lengheimu, kteří měli celkem deset dětí. 
Kristián August jako nejstarší syn dostal pečlivé vzdělání a již od roku 1745 byl členem říšské dvorské rady. Po otcově smrti v roce 1751 převzal rodová panství Lukov a Kralice na severní Moravě, zároveň zdědil čestné hodnosti dědičného nejvyššího poštmistra v Mantově a dědičného nejvyššího kuchmistra v Korutansku.
V roce 1752 byl jmenován císařsko-královským tajným radou a vstoupil do diplomatických služeb; v letech 1752–1764 byl vyslancem Českého království u říšského sněmu v Řezně, v závěru sedmileté války byl pak jedním z účastníků mírových jednání. Po skončení sedmileté války byl císařským vyslancem ve Velké Británii (1763–1770). Po návratu do Vídně byl jmenován místodržitelem v Dolním Rakousku (1770–1779) a svou kariéru završil jako prezident nejvyššího soudu (1779–1791). Poté odešel do soukromí a za zásluhy obdržel Řád sv. Štěpána.

## Rodina a majetkové poměry

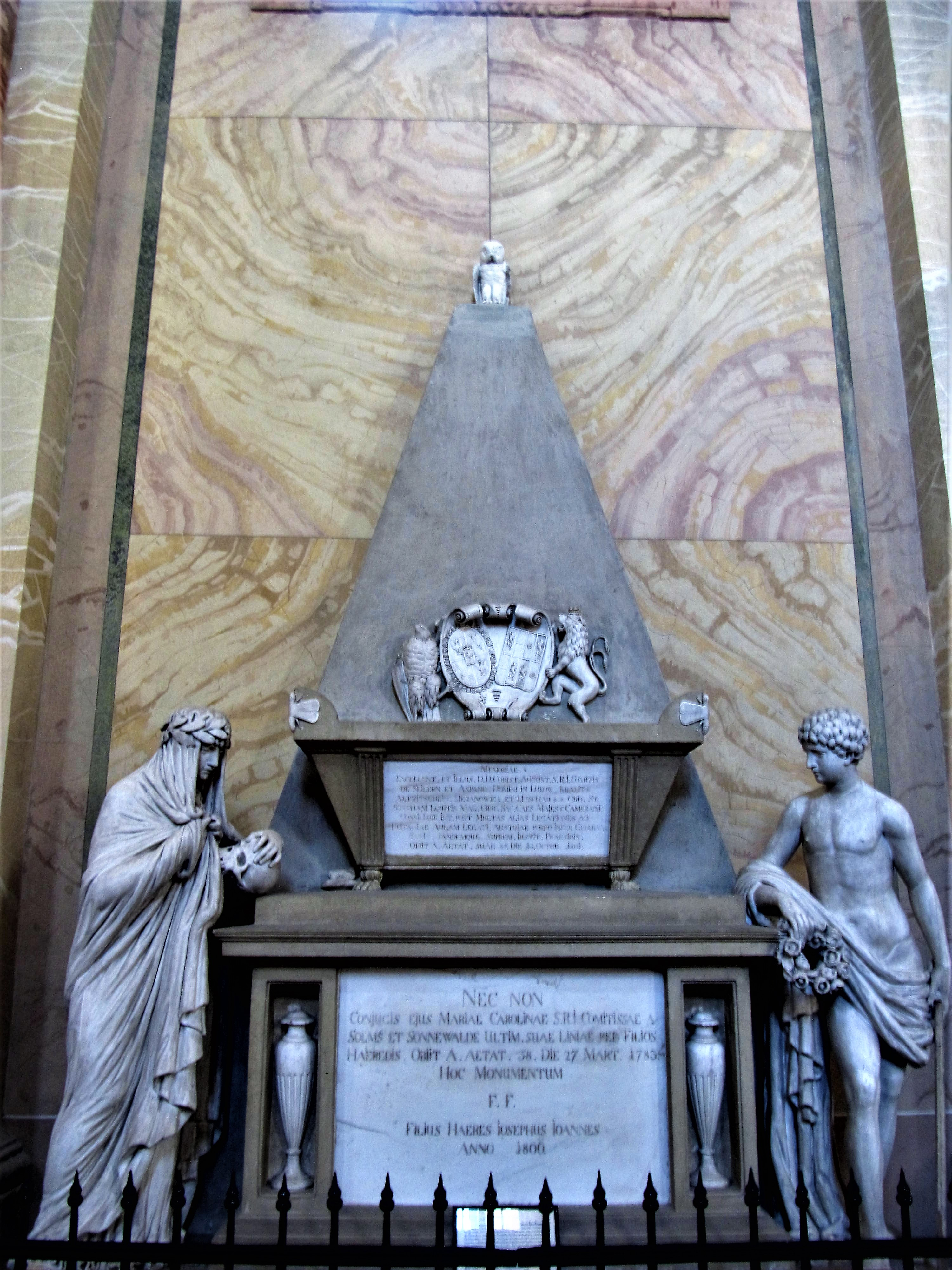
Náhrobek hraběte Kristiána Seilerna v kostele Narození Panny Marie ve Štípě

Kristián August Seilern byl již od roku 1751 majitelem rozsáhlých statků na Moravě (Lukov-Kralice), vzhledem k dlouhodobé diplomatické službě v zahraničí se tady ale vůbec nezdržoval. V roce 1763 ve veřejné dražbě koupil panství s hradem Litschau v Dolním Rakousku. Až po návratu do Rakouska ve funkci dolnorakouského místodržitele rozšířil svůj majetek na Moravě. V roce 1772 koupil za 220 000 zlatých panství Starý Jičín, poblíž Lukova přikoupil v roce 1779 statky Přílepy, Žeranovice a Kurovice. Zatímco hrady ve Starém Jičíně a Lukově se stávaly postupně zříceninami, pro občasný pobyt rodiny byl v roce 1791 postaven zámek v Kralicích na Hané.
Manželkou Kristiána Augusta byla hraběnka Charlotta Marie hraběnka ze Solms-Sonnenwalde (1725–1793), měli spolu dva syny. Starší Josef Jan (1752–1838) navázal na otcovu kariéru v diplomacii a v letech 1790–1801 byl rakouským vyslancem v Bavorsku. 
Kristián August zemřel ve Vídni 15. listopadu 1801 ve věku 84 let a pohřben byl ve Štípě pod hradem Lukovem. Poutní kostel ve Štípě byl dokončen v roce 1764 a byl určen mimo jiné jako rodová hrobka Seilernů. Mramorový náhrobek Kristiána Augusta ze Seilernau patří k hodnotným uměleckým dílům v interiéru kostela. Jeden jeho portrét je k vidění v Sále předků na zámku v Lešné, další portrét má ve svých sbírkách Muzeum Novojičínska.